# فكروني
وهي أحد أشهر أغاني كوكب الشرق أم كلثوم، كلمات الشاعر عبد الوهاب محمد ألحان محمد عبد الوهاب على مقام الرست غنتها يوم الخميس 1 ديسمبر 1966، وعلى آلة القانون عبد الفتاح منسى نظرا لمرض محمد عبده صالح.
يُقال أن هذه الأغنية هي أطول أغنية عربية على الإطلاق، ومما يرجح هذا وجود تسجيل لها يمتد لأكثر من ساعتين ونصف.

## كلمات الاغنية
كلموني تاني عنك
فكروني ... فكروني
صحوا نار الشوق
في قلبي و في عيوني
رجعولي الماضي بنعيمه و هناوته 
و بحلاوته و بعذابه و بقساوته
و افتكرت فرحت وياك قد إيه
و افتكرت كمان يا روحي بعدنا ليه
بعد ما صدقت إني قدرت أنسى
بعد ما قلبي قدر يسلاك و يقسى
جم بهمسة و غيروني
كانوا ليه بيفكروني
بعد ما اتعودت بعدك غصب عني
بعد ما نسيت الأماني و التمني
كلمتين اتقالوا شالوا الصبر مني
صحوا في عينيا حنينهم لابتسامك
صحوا سمعي يود كلمة من كلامك
صحوا حتى الغيرة صحولي ظنوني
و ابتدا قلبي يدوبني بآهاته
وِاِبتَدا الليل يِبْقى أَطْوَلْ مِنْ ساعاتُه
واَسْهَرْ اَسْمَع نَبضِ قلبي بيْناديك
روحي فيكْ مَهْما جَرى أنا روحي فيكْ
تِسْوى اِيهْ الدُنيا وِاِنْتَ مُشْ مَعايا
هِيَ تِبْقى الدُنيا دُنيا إلا بِيك
اِللي فاتْ وَياكْ يا روحي باعودْ إِليهْ
وِاللي عِشْتُه مَعاك... رِجِعْتِ اَعيشْ عَليه
بَعْدِ ما صَدَقتِ إني قِدِرتِ أنسى
بَعْدِ ما قَلبي قِدِرْ يِسلاك ويِقْسى
جُمْ بِهَمْسَه وغَيَروني
كانوا لِيهْ بِيْفَكَروني
كَلِموني تاني عَنَّكْ
بَعدِ طول حِرماني مِنَّكْ
جَرَّحوا الجِرحِ اِللي قِرِبْ يِبْقى ذِكرى
سَهَّروني أَعيشْ في بُكْرَه وبَعْدِ بُكْرَه
يا حَياة أنا كُلَّي حِيرَه ونار
وِغيرَه وشوقْ اِليكْ
نِفْسي أهْرَبْ مِنْ عَذابي...
نِفْسي أَرتاح بين إِيديكْ
وِالخِصامْ... وِالهَجرْ... وِلَيالي الأِسيَّة
كُلِّ دولْ ما يَْهَونوش حُبَّكْ عَلَيَه
وِاللي جُوَه القلب كان في القلب جُوَّه
رُحْنا... وِاِتْغَيَّرنا اِحْنا... إلا هُوَّ
هُوَّ نَفْسِ الحُبِ واَكْتَرْ
هُوَّ نَفْسِ الشوق وِاَكْتَرْ
اِللي فات وَيَّاك يا روحي باعودْ إليه
واِللي عِشْتُه مَعاكْ رِجِعْتِ أَعيشْ عَليه
بَعْدِ ما صَدَقتِ إني قِدِرتِ أنسى
بَعْدِ ما قَلبي قِدِرْ يِسلاك ويِقْسى
جُمْ بِهَمْسَه وغَيَروني
كانوا لِيهْ بِيْفَكَروني
آه يا حَبيبي... حَياتي بَعْدَك مُسْتَحيلَة
يا حَبيبي... والحياة أيام قَليلة
ليه نِضَيَّعْ عُمْرِنا هَجْرِ وخِصامْ
وِاِحنا نِقْدَرْ نِخْلَق الدُنيا الجَميلَة
بِالوِدادْ وِالقُرْبِ تِتْجَدِدْ حَياتْنا
بِالحَنانْ والحُبِ تِتْبَدَلْ آهاتْنا
واِللي جايْ نِعيشُه أِحلى مِنْ اِللي فاتنا
القمرْ مِنْ فَرْحِنا حَ يْنَوَرْ أِكْتَرْ
والنُجومْ حَ تْبانْ لِنا أَجْمَلْ وأَكْبَرْ
والشَجَرْ قَبْلِ الرَبيع حَ نْشوفُه أَخْضَرْ
وِاللي فاتْ نِنساهْ
نِنْسى كُلِّ أَساه
ياللا نِلْحَقْ مِ الزَمَنْ أَيام صَفاهْ
دي الحياة مِنْ غير لُقانا مُشْ حَياةْ
واِحنا مُشْ حَ نْعيشْ يا روحي مَرِّتينْ
فَكَروني اِزايْ
هوَّ أنا نِسيتَكْ
إنْتَ أَقْرَبْ مِني لِيَّا ... يا هَنايا
حتى واِنت بَعيد عَليّا أَو مَعايَ
تِنْتِهي الأَيام وتِطوي العُمرِ مِنا
واِنْتَ حُبَّكْ لِلأَبَدْ ما لوشْ نِهايَة
حُبَكْ إِنْتَ ما لوش نِهايَة ما لوش نِهايَة
رجعولي الماضي بنعيموا وغناوته 
https://www.youtube.com/watch?v=R4z3bxEUICg

## وصلات خارجية
فكروني حفلة لأكثر من ساعتين ونصف على يوتيوب